# Aethes conversana
Aethes conversana es una especie de polilla del género Aethes, categorizada en la tribu Cochylini, de la subfamilia Tortricinae.

## Distribución
Se distribuye por España.

## Taxonomía
Fue descrita por Walsingham en 1907 y publicada en (Phalonia), Proc. zool. Soc. London 1907: 992.